# Cordula Bölling-Moritz
Cordula Bölling-Moritz (* 6. November 1919 in Stolp; † 12. April 1995 in Berlin) war eine deutsche Journalistin und Schriftstellerin. 

## Leben und Wirken
Bölling-Moritz arbeitete als verantwortliche Moderedakteurin beim Tagesspiegel in Berlin.
Über ihre Kindheit in Pommern schrieb sie Glück aus grünem Glas (1963). Hier schildert sie insbesondere Ferienaufenthalte bei ihren Großeltern in Schmolsin. 
Mit Benjamin Spocks Säuglings- und Kinderpflege übersetzte sie ein  Standardwerk über Säuglingspflege, das 50 Millionen Mal verkauft wurde, ins Deutsche.

## Publikationen

### Autorschaft
- Linienspiele: 70 Jahre Mode in Berlin. Ed. q Berlin 1991, ISBN 3-928024-02-7.
- Die Kleider der Berlinerin: Mode und Chic an der Spree. Haude u. Spener, 1971, ISBN 3-7759-0129-9.
- Stadtmond in Streifen: 14 Tag- u. Nachtgeschichten. Argon-Verlag, 1969.
- Glück aus grünem Glas: eine Kindheit in Pommern. Diederichs, 1963.

### Übersetzung
- Benjamin Spock: Säuglings- und Kinderpflege. Band 1 bis 3. Ullstein 1958.